# Raymond Janssen

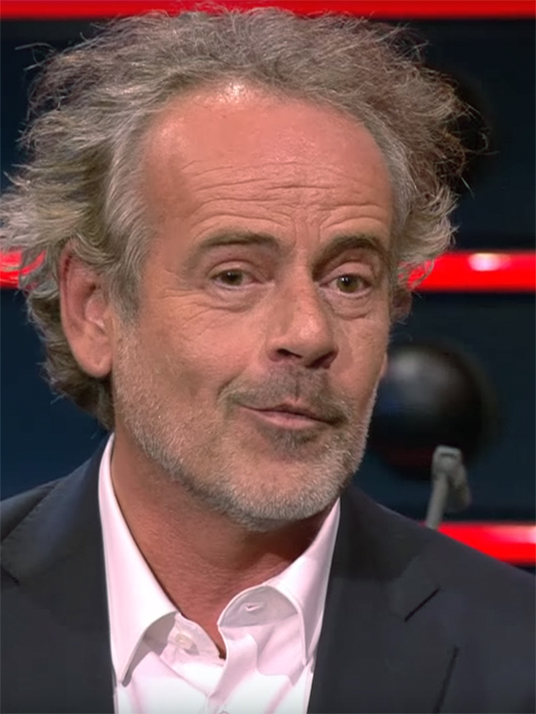
Raymond Janssen (2017)

Raymond Janssen ist ein niederländischer Pianist und Dirigent.
Er studierte Klavier und Liedbegleitung bei Ulla Graf an der Musikhochschule Köln. In weiterführenden Studien am Conservatoire Nationale in Paris beschäftigte er sich besonders mit der Interpretation des französischen Liederrepertoires. Er war Meisterschüler von John Blot. An der Robert Schumann Hochschule Düsseldorf studierte er darüber hinaus Chor- und Orchesterleitung; sein Lehrer war hier Wolfgang Trommer. Meisterkurse u. a. bei Bruno Leonardo Gelber, Ralf Gothóni, Kurt Moll und Sarah Walker vervollständigten seine Ausbildung.
Als ständiger Klavierbegleiter von Ileana Cotrubaș, Gail Gilmore, Eugene Holmes und Janice Baird ist er auf allen großen internationalen Bühnen zu Hause. Gail Gilmore begleitete er bei ihrer Konzertreise durch Brasilien und konzertierte außerdem im Teatro Amazonas in Manaus sowie in Rio de Janeiro.
Sowohl als Pianist als auch als Solist ist Raymond Janssen gern gesehener Gast bei europäischen Festivals wie dem Schleswig-Holstein Musik Festival oder den Musikfestivals in Ljubljana und Reykjavík. Seine rege Konzerttätigkeit führte ihn in die Jahrhunderthalle in Frankfurt, die Meistersingerhalle in Nürnberg, die Deutsche Oper Berlin und den Kaisersaal in Würzburg ebensowohl wie das Concertgebouw in Amsterdam und das Teatro Filharmonico in Verona. Verschiedene Produktionen führten ihn außerdem an die Staatsoper Constanța und zur Filarmonica Banatul Timișoara.
Beim Hessischen Rundfunk, Westdeutschen Rundfunk und Südwestrundfunk war er in zahlreichen Live-Konzerten zu hören, ebenso in den Niederlanden als Solist bei AVRO mit Robert Schumanns Sonate in g-moll.
Daneben leitete er von 1991 bis 2010 das „Collegium Musicum“ Jülich und den Chor der KHG Aachen. Bis zur Schließung des Instituts im Jahr 2007 war Raymond Janssen Dozent für Orchesterleitung, Korrepetition und Klavier an der Katholischen Hochschule für Kirchenmusik St. Gregorius in Aachen.
Seine Operncollage „Leporello“, die er am Conservatorium Maastricht uraufführte, erlangte wegen seiner richtungsweisenden Konzeption als „innovative Form des Musiktheaters“ überregional große Anerkennung.
Raymond Janssen ist Initiator und künstlerischer Leiter der Cadenza European Art Productions.